# Ел Грін
Ел Грін (англ. Al Green; повне ім'я — Елберт Грін) — американський співак, музикант, автор пісень, а також виконавець у стилі ритм-енд-блюз. Найбільше відомий за соул композиціями з початку 1970-их років: «Take Me to the River», «Tired of Being Alone», «I'm Still in Love with You», «Love and Happiness», а також піснею «Let's Stay Together». Ел Грін був включений в список найкращих співаків всіх часів за версією журналу Rolling Stone та посів 14 місце. У 1995 доданий у Залу слави рок-н-ролу.
Виконавчий стиль Гріна склався під впливом релігійної музики госпел. Свої ритм-енд-блюзові виступу він оживляв імпровізованими вигуками і стогонами в манері Джеймса Брауна. Молодого співака зауважив власник лейблу Hi Records Віллі Мітчелл, який в 1969 року підписав з ним контракт на випуск декількох альбомів.
Такі бездоганні записи початку сімдесятих, як «Let's Stay Together» (1-е місце в США, премія «Греммі»), «Tired of Being Alone», «Take Me to the River» і ультрасучасна «Love and Happiness», виділялися на загальному тлі хітів минулих років економними пульсаціями ритму і еротичним жіночим бек-вокалом.
Рання творчість Гріна лягла в основу оновленого звучання ритм-енд-блюзу і вплинула на всіх його діячів, від Марвіна Гея і Прінса до Енні Леннокс і Джастіна Тімберлейка (який опублікував про свого кумира статтю в ювілейному випуску журналу Rolling Stone). Тим часом вже в 1976 році сам співак прийняв сан і перестав випускати записи на «грішні» теми. Причиною його звернення до Бога було самогубство його дівчини, яка перед тим, як звести рахунки з життям, вилила на співака, який перебував у ванній кімнаті, каструлю з киплячою кашею.
Хоча починаючи з середини 1970-х років Грін виконує традиційний госпел, інтерес до його творчості продовжує зберігатися. У проміжку між 1981 і 1989 роками він виграв вісім статуеток «Греммі», в 2002 році йому була присуджена ця нагорода за досягнення протягом всієї кар'єри, а в 1995 році його ім'я було занесене в Зал слави рок-н-ролу.

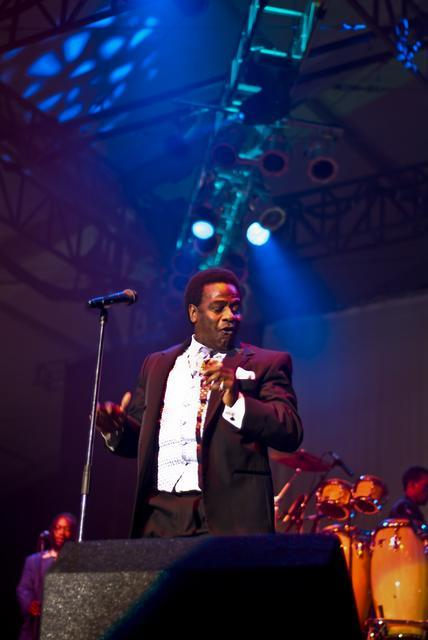
Ел Грін у 2008 році

## Дискографія
- Back Up Train (1967)
- Green Is Blues (1969)
- Al Green Gets Next to You (1971)
- Let's Stay Together (1972)
- I'm Still in Love with You (1972)
- Call Me (1973)
- Livin' for You (1973)
- Al Green Explores Your Mind (1974)
- Al Green Is Love (1975)
- Greatest Hits (1975)
- Full of Fire (1976)
- Have a Good Time (1976)
- The Belle Album (1977)
- Truth n’ Time (1978)
- The Lord Will Make a Way (1980)
- Higher Plane (1982)
- Precious Lord (1982)
- I'll Rise Again (1983)
- The Christmas Album (1983)
- Trust in God (1984)
- He is the Light (1985)
- Soul Survivor (1987)
- I Get Joy (1989)
- From My Soul (1990)
- Love Is Reality (1992)
- Don't Look Back (1993)
- Your Heart's in Good Hands (1995)
- I Can't Stop (2003)
- Everything's OK (2005)
- Lay It Down (2008)